# Grammia excelsa
Grammia excelsa là một loài bướm đêm thuộc phân họ Arctiinae, họ Erebidae.